# Cantone di Lens-Nord-Est
Il Cantone di Lens-Nord-Est era una divisione amministrativa dell'arrondissement di Lens.
È stato soppresso a seguito della riforma complessiva dei cantoni del 2014, che è entrata in vigore con le elezioni dipartimentali del 2015.
Comprendeva parte della città di Lens e i comuni di:
- Annay
- Loison-sous-Lens